# Encoprese
Encoprese é a dificuldade de controlar o esfíncter anal para a eliminação de fezes, voluntária ou não, em que eventualmente podem-se sujar as roupas do indivíduo.

## Causas
É uma patologia causada por razões fisiológicas ou psicológicas, pode ocorrer tanto em adultos como em crianças, e é mais frequente nos indivíduos de sexo masculino. Em crianças a causa geralmente é psicológica, podendo estar ligada ao medo, ao estresse, a raiva e angústia. Já em adultos, relaciona-se com obstipação, hemorróidas, uso de laxantes, entre outros.